# Dědic Robinsonův
Dědic Robinsonův (1884, L'héritier de Robinson) je dobrodružný román francouzského spisovatele Andrého Laurieho. Jde o pokračování románu Robinson Crusoe Daniela Defoa ve kterém Laurie líčí osudy skupiny přátel, mezi nimiž je i Robinsonův pravnuk, kteří při plavbě ztroskotají a prožijí na osamělém ostrově novou robinzonádu.
Za svého pobytu v Anglii André Laurie zjistil, jak je Robinson Crusoe mezi čtenáři populární. To ho přivedlo na myšlenku napsat pokračovaní, které kromě dobrodružného děje obsahuje také pokus o vylíčení spravedlivého státu budoucnosti, založeného na činorodé práci a rovnoprávnosti, tak jak si jej autor jako aktivní komunard představoval. Zároveň kniha obsahuje autorovo odsouzení nesmyslných náboženských sporů a náboženství vůbec, kdy na rozmíšky duchovních různých vyznání doplácí především prostí věřící, a často i svým životem.
Román, napsaný v duchu děl Julese Verna, jehož byl Laurie epigonem, se odehrává mezi roky 1882–1883 na území Francie, Egypta, Indie, Vietnamu, Francouzské Polynésie, Chile a fiktivního ostrova, který je podle autora skutečným ostrovem Robinsona Crusoe. 

## Obsah románu
Francouzský archeolog Benjamin Gloaguen odjíždí se svým synem Paulem-Louisem do Kalkaty, aby zde převzal dědictví po svém švagrovi, plukovníkovi Robinsonovi, který by otráven plynem, a aby se postaral o sestřiny osiřelé děti Chandose a dospívající Florru. Brzy zjistí, že jeho švagr byl terčem již několika vražedných útoků a tomu poslednímu podlehl. 
Součástí dědictví je také „neštěstí přinášející“ chaldejská plaketa, kterou mrtvý získal z afghánské mešity. Glouagen netuší, že příčinou vražedných útoků, které i nadále pokračují (vhození kobry do Florrinna pokoje), je právě znesvěcení oné mešity. Mstou je pověřen člen tajné muslimské společnosti Synové sedmého ráje jménem To-Ho, který má za úkol zahubit nejen znesvětitele mešity, ale i jeho děti.
Rodina ze strachu před dalšími útoky opustí i s nebožtíkovým sluhou Khasjim Indii, ale To-Ho je sleduje až do Saigonu, kde s nimi potopí loďku, na které plují na výlet. Zachrání je loď Junona, ale To-Ho pronikne i na její palubu a potopí i tuto loď. Z lodi se na jakémsi ostrově zachrání jen malá skupinka lidí (naštěstí včetně všech hlavních hrdinů), kteří zde pak vybudují utopickou komunitu.
K velkému překvapení všech se ukáže, že ostrov je tím ostrovem, na kterém žil Robinson Crusoe, předek Chandose a Florry. V jedné jeskyni je nalezena Robinsonova mumifikovaná mrtvola a před ní jeho poslední vůle. Z ní se dozvědí o jeho poslední cestě, při které na ostrově založil osadu. Po nalezení zlata se však osadníci proti němu vzbouřili, uvěznili ho, pak s vytěženým zlatem odpluli a ponechali jej na ostrově jeho osudu. 
Na ostrov se však dostal i mstitel To-Ho, který uvězní Chandose, Florry a jejich strýce v Robinsonově jeskyni, aby zde zemřeli hladem. Ale sluha Khasji To-Hoa zastřelí a všechny zachrání. Mladý Glouagen se zasnoubí s Florry a nakonec všichni odplují na vlastnoručně vyrobené lodi.

## Česká vydání
- Dědic Robinsonův, SNDK, Praha 1962, přeložil Zdeněk Hobzík.